# 片岡圭助
片岡 圭助(かたおか けいすけ、1961年3月11日‐)は、日本の菓子職人。熊本県熊本市南区川尻出身で、同地に店を構える「菓舗梅園」の4代目。ラジオパーソナリティとしても活動している。

## 来歴・人物
熊本市南区川尻生まれ。
熊本商業高校卒業後、大阪の昌月堂、遠州屋で菓子造りの修行を積む。
明治40年（1907年）創業の「菓舗梅園」を経営する4代目で、開懐世利六菓匠（かわせりろっかしょう・後述）の一員として活動し、主に広報を担当している。
四男である5代目も県外での修行後梅園で修行を積み、現在は職人を務める。尚、5代目が梅園を継いだ時期には3代目（圭助の父親）が存命且つ現役だった為、3代の職人が同時に活躍していたこととなる。
交際範囲が広く、熊本を舞台にした映画「駄菓子屋小春」にも出演している。

### 開懐世利六菓匠
開懐世利六菓匠(かわせり ろっかしょう)は、地域活性の為に1990年に結成。熊本市南区川尻町にある「天明年間創業、天明堂」「菓舗いしはら」「明治36年創業、立山菓舗」「明治40年創業、菓舗梅園」「大正13年創業、菓舗かずさや」「岩本菓舗」の6軒の和菓子店で構成された非営利団体。元々は新しい銘菓を作ろうと集まったのがはじまりで、和菓子と町おこしを結びつけた活動を行っている。
地域の子供たちにお菓子教室を行ったり、毎年川尻町で開かれる「お菓子とのふれあい工房」は、工芸菓子・盆景菓子の展示、和菓子の制作実演やお茶席などがあり、大勢の人で賑わう人気イベントである。

## 現在出演番組等

### ラジオ
RKKラジオ
- 土曜だ!!江越だ!?「お菓子面白百科 いとおかし」（2001年10月-）
  - 土曜午後のワイド番組の内包番組で、元は「くまもと菓子博2002」のPRを目的に開始されたものだったが、生放送ゆえに菓子の話そっちのけで展開される片岡の大沢悠里や大田黒浩一を彷彿とさせる艶笑話を交えたトークで時間が押され、内包先番組パーソナリティでパートナーを務める江越哲也が呆れる展開が定番化し、菓子博終了後も20年以上放送される長寿コーナーとなっている。

## 過去の出演・担当番組等

### ラジオ
- CARINO-zakaSTUDIO サタデーpreciousマガジン（2007年 - 2008年）（RKKラジオ）

等多数

### テレビ
- テレメッセくまもと（NHK熊本）
- ひのくにワイド（NHK熊本）

等多数